# Wildeck
Wildeck ist eine Gemeinde im Landkreis Hersfeld-Rotenburg im Nordosten von Hessen, direkt an der Landesgrenze zu Thüringen.

## Geographie

### Geographische Lage
Die Gemeinde liegt teilweise im Tal der mittleren Werra, im Berka-Gerstunger-Becken, mit seinen kleinen Nebensenken, dem Obersuhler Becken und der Kleinenseer Bucht. Diese Senke ist von Höhenzügen umgeben. Im Südwesten liegt der Seulingswald, im Süden die Ausläufer der Vorderrhön, im Osten die Ausläufer des Thüringer Waldes und im Norden das Richelsdorfer Gebirge, welches zum südlichen Fulda-Werra-Bergland gehört. Teils liegt die Gemeinde im zuletzt genannten Gebirge.
Die nächsten größeren Städte sind Bad Hersfeld (etwa 25 km südwestlich) und Eisenach (etwa 25 km östlich). Der tiefste Punkt des Gemeindegebiets ist mit 208 m In der Aue bei Obersuhl, der höchste Punkt ist der Rotestock bei Hönebach auf 456 m ü. NN.

### Gemeindegliederung
Die Gemeinde besteht aus den fünf Ortsteilen Obersuhl, Bosserode, Hönebach, Richelsdorf und Raßdorf.

### Nachbargemeinden
Wildeck grenzt im Norden an die Gemeinde Nentershausen (im Landkreis Hersfeld-Rotenburg) und die Stadt Sontra (im Werra-Meißner-Kreis), im Osten an die thüringische Gemeinde Gerstungen (Wartburgkreis), im Südosten und Süden an die thüringische Stadt Werra-Suhl-Tal (Wartburgkreis) mit den Stadtteilen Berka/Werra, Dankmarshausen und Großensee sowie die Stadt Heringen, im Südwesten an die Gemeinde Friedewald sowie im Westen an die Gemeinde Ronshausen (alle drei im Landkreis Hersfeld-Rotenburg).

## Geschichte

### Gemeindegebiet
Der Name der Gemeinde stammt vom Amt Wildeck, dem die heutigen Ortsteile Obersuhl und Hönebach sowie die zu Obersuhl gehörenden Weiler Almushof und Schildhof angehörten und das im Mittelalter der Abtei Fulda unterstand. Der Amtssitz lag auf der Burg Wildeck, die auf dem Schloßberg bei Raßdorf stand.
Die erste Erwähnung fand Richelsdorf 1277 als das Kloster in Fulda den Ort befristet für die Errichtung eines Nonnenklosters an das Nikolaikloster in Eisenach abtrat. Das Kloster wurde jedoch nie erbaut. 1325 ging das Amt als Lehen an die Brüder Friedrich und Hermann von Colmatsch. Der heutige Stadtteil von Eisenach, Hötzelsroda ging im Austausch dafür an das Nikolaikloster. Die Lehnsherrschaft fiel 1539 an die hessischen Landgrafen. Nach dem Aussterben derer von Colmatsch im Jahre 1562 fiel der Ort an Hessen.
Die zerklüftete Landesgrenze im Süden und Osten bietet heute noch ein Zeugnis der Auseinandersetzungen zwischen den Landgrafen von Hessen und Thüringen und der Abtei Fulda. Diese Auseinandersetzungen hielten über das ganze Mittelalter bis zur Neuzeit an.
Die Kupfergewinnung in Wildeck wurde 1460 das erste Mal erwähnt. In der Richelsdorfer Hütte wurde seit 1708 auch Kobalt abgebaut. Dadurch stieg die Bedeutung der Hütte und der nicht weit entfernten Friedrichshütte in Iba (heute Stadtteil von Bebra), so dass in der Folge das Bergamt von Sontra nach Richelsdorf verlegt wurde.
Ab 1627 gehörte das Amt Wildeck als Bestandteil der Rotenburger Quart dem Landgrafen von Hessen-Rotenburg. Dieser erschloss es als Jagdgebiet und ließ zu diesem Zweck auf den Resten der Burg Wildeck das Jagdschloss Blumenstein errichten. 1848 fiel der gesamte landgräfliche Besitz der erloschenen Rotenburger Quart an den Staat.
Von 1945 bis 1990 befand sich die Gemeinde in unmittelbarer Nähe zur innerdeutschen Grenze.

### Gemeindebildung
Im Zuge der Gebietsreform in Hessen entstand am 31. Dezember 1971 die neue Gemeinde Wildeck durch den Zusammenschluss der bisher selbständigen Gemeinden Bosserode, Hönebach, Obersuhl, Raßdorf und Richelsdorf. Für alle ehemals eigenständigen Gemeinden wurde je ein Ortsbezirk mit Ortsbeirat und Ortsvorsteher nach der Hessischen Gemeindeordnung gebildet. Sie bestehen aus den Gebieten der ehemaligen Gemeinden.

### Einwohnerentwicklung
Daten zum jeweiligen Gebietsstand und zum Stichtag 31.12. des jeweiligen Jahres:

Einwohnerentwicklung von Wildeck von 1971 bis 2012

| Jahr | Einwohner |
| ---- | --------- |
| 1971 | 6314      |
| 1979 | 5729      |
| 1984 | 5809      |
| 1989 | 5877      |
| 1994 | 6095      |
| 1996 | 6092      |
| 2001 | 6046      |

| Jahr | Einwohner |
| ---- | --------- |
| 2002 | 6003      |
| 2004 | 5247      |
| 2005 | 5198      |
| 2006 | 5136      |
| 2008 | 5824      |
| 2012 | 5039      |
| 2016 | 5019      |

## Politik

### Gemeindevertretung
Die Kommunalwahl am 14. März 2021 lieferte folgendes Ergebnis, in Vergleich gesetzt zu früheren Kommunalwahlen:
| Sitzverteilung in der Gemeindevertretung 2021Insgesamt 23 Sitze - SPD: 10 - Grüne: 2 - FDP: 1 - CDU: 4 - FW: 6 | Parteien und Wählergemeinschaften | Parteien und Wählergemeinschaften           | % 2021 | Sitze 2021 | % 2016 | Sitze 2016 | % 2011 | Sitze 2011 | % 2006 | Sitze 2006 | % 2001 | Sitze 2001 |
| Sitzverteilung in der Gemeindevertretung 2021Insgesamt 23 Sitze - SPD: 10 - Grüne: 2 - FDP: 1 - CDU: 4 - FW: 6 | SPD                               | Sozialdemokratische Partei Deutschlands     | 44,3   | 10         | 43,5   | 10         | 44,5   | 14         | 49,0   | 15         | 56,8   | 17         |
| Sitzverteilung in der Gemeindevertretung 2021Insgesamt 23 Sitze - SPD: 10 - Grüne: 2 - FDP: 1 - CDU: 4 - FW: 6 | CDU                               | Christlich Demokratische Union Deutschlands | 16,5   | 4          | 20,7   | 5          | 27,7   | 9          | 27,5   | 9          | 25,1   | 8          |
| Sitzverteilung in der Gemeindevertretung 2021Insgesamt 23 Sitze - SPD: 10 - Grüne: 2 - FDP: 1 - CDU: 4 - FW: 6 | FWG                               | Freie Wählergemeinschaft                    | 27,6   | 6          | 23,9   | 5          | 17,6   | 5          | 19,5   | 6          | 15,6   | 5          |
| Sitzverteilung in der Gemeindevertretung 2021Insgesamt 23 Sitze - SPD: 10 - Grüne: 2 - FDP: 1 - CDU: 4 - FW: 6 | GRÜNE                             | Bündnis 90/Die Grünen                       | 6,0    | 2          | 5,4    | 1          | 6,7    | 2          | —      | —          | —      | —          |
| Sitzverteilung in der Gemeindevertretung 2021Insgesamt 23 Sitze - SPD: 10 - Grüne: 2 - FDP: 1 - CDU: 4 - FW: 6 | FDP                               | Freie Demokratische Partei                  | 5,6    | 1          | 6,6    | 2          | 3,4    | 1          | 4,0    | 1          | 2,5    | 1          |
| Sitzverteilung in der Gemeindevertretung 2021Insgesamt 23 Sitze - SPD: 10 - Grüne: 2 - FDP: 1 - CDU: 4 - FW: 6 | gesamt                            | gesamt                                      | 100,0  | 23         | 100,0  | 23         | 100,0  | 31         | 100,0  | 31         | 100,0  | 31         |
| Sitzverteilung in der Gemeindevertretung 2021Insgesamt 23 Sitze - SPD: 10 - Grüne: 2 - FDP: 1 - CDU: 4 - FW: 6 | Wahlbeteiligung in %              | Wahlbeteiligung in %                        | 58,5   | 58,5       | 58,2   | 58,2       | 60,4   | 60,4       | 62,1   | 62,1       | 69,1   | 69,1       |

### Bürgermeister
Nach der hessischen Kommunalverfassung wird der Bürgermeister für eine sechsjährige Amtszeit gewählt, seit dem Jahr 1993 in einer Direktwahl, und ist Vorsitzender des Gemeindevorstands, dem in der Gemeinde Wildeck neben dem Bürgermeister ehrenamtlich ein Erster Beigeordneter und fünf weitere Beigeordnete angehören. Bürgermeister ist seit dem 1. September 2014 der parteiunabhängige  Alexander Wirth. Der Amtsvorgänger Jürgen Grau war in seiner zweiten Amtszeit seit September 2012 dienstunfähig erkrankt und wurde am 30. Juni 2014 in den Ruhestand versetzt. Der Erste Beigeordnete Steffen Sauer (SPD) leitete die Gemeindeverwaltung kommissarisch und die Wahl eines neuen Bürgermeisters musste vorgezogen werden, zu der er selbst auch kandidierte. Alexander Wirth erhielt am 16. Juli 2014 im ersten Wahlgang bei 64,3 Prozent Wahlbeteiligung 67,8 Prozent der Stimmen. Es folgte eine Wiederwahl ohne Gegenkandidaten im März 2020. Wegen der COVID-19-Pandemie wurde die Wahl erstmals in Hessen als reine Briefwahl durchgeführt.
Amtszeiten der Bürgermeister
- 2014–2026 Alexander Wirth[11]
- 2004–2014 Jürgen Grau[12]
- 1986–2004 Willi Müller (SPD)[15]

### Ortsbezirke
Folgende Ortsbezirke mit Ortsbeirat und Ortsvorsteher nach der Hessischen Gemeindeordnung gibt es im Gemeindegebiet:
- Ortsbezirk Obersuhl (Gebiete der ehemaligen Gemeinde Obersuhl). Der Ortsbeirat besteht aus 9 Mitgliedern.
- Ortsbezirk Bosserode (Gebiete der ehemaligen Gemeinde Bosserode). Der Ortsbeirat besteht aus 7 Mitgliedern.
- Ortsbezirk Hönebach (Gebiete der ehemaligen Gemeinde Hönebach ). Der Ortsbeirat besteht aus 7 Mitgliedern.
- Ortsbezirk Raßdorf (Gebiete der ehemaligen Gemeinde Raßdorf ). Der Ortsbeirat besteht aus 5 Mitgliedern.
- Ortsbezirk Richelsdorf (Gebiete der ehemaligen Gemeinde Richelsdorf ). Der Ortsbeirat besteht aus 7 Mitgliedern.

## Wirtschaft

### Verkehr
Die Gemeinde liegt an der Bundesautobahn 4 mit den Anschlussstellen Obersuhl und Hönebach. Außerdem verfügt die Gemeinde über die Haltepunkte Wildeck-Obersuhl und Wildeck-Bosserode sowie den Bahnhof Wildeck-Hönebach an der Thüringer Bahn im Abschnitt von Eisenach nach Bebra, die das Gemeindegebiet durchquert.

### Wirtschaft
Im Jahr 2022 erzielte Wildeck Einnahmen aus der Gewerbesteuer in Höhe von 1,51 Millionen Euro. Mit einem Gewerbesteuerhebesatz von 425 % liegt die Gemeinde über dem durchschnittlichen Gewerbesteuerhebesatz Deutschlands. Dieser beträgt 407 % (Stand: 2023).

### Ansässige Unternehmen
- alsecco GmbH (Nachfolgeunternehmen der Richelsdorfer Hütte), seit 2004 zugehörig zur DAW SE (Deutsche Amphibolin-Werke).[17]
- Betten Malsch GmbH (Hersteller von Pflege- und Klinikbetten), gegründet 1995, seit 2004 im Industriegebiet Obersuhl angesiedelt.[18]

## Kultur und Sehenswürdigkeiten

### Bauwerke
- Evangelische Kirche Richelsdorf („Bauernbarockkirche“)
- Evangelische Kirche Bosserode mit Flügelaltar und Pieta
- Ruine des Jagdschlosses Blumenstein, Nachfolger der einst an selber Stelle erbauten mittelalterlichen Burg Wildeck
- Reste der Parkanlage von Sommerschloss Blumenstein mit Inselsteich und Obelisk
- Hönebachtunnel, historischer Eisenbahntunnel der Bahnstrecke Halle–Bebra

### Natur
- Natur- und Vogelschutzgebiet Rhäden bei Obersuhl und Bosserode mit Informationszentrum in Obersuhl

Weiter gibt es viel Wanderwege, besonders über die Ruine Blumenstein rund ums Wildecker Tal. Dabei kreuzt man die Hoflage Bellers. Besonders vielfältige Wälder werden durchschritten, dabei passiert man die Franzoseneiche. Auch werden die Gemeindegrenzen von vier Großgemeinden tangiert.

## Söhne und Töchter der Gemeinde
- Konstantin zu Hohenlohe-Schillingsfürst (1828–1896), Erster Obersthofmeister und General der Kavallerie
- Otmar Freiherr von Verschuer (1896–1969), NS-Arzt an der Universität Frankfurt am Main
- Oskar Löber (1869–nach 1930), Autor, evangelischer Pfarrer, Theologe und Oberregierungsrat, geboren im Ortsteil Obersuhl
- Wilfried Gliem (* 1946 in Obersuhl), Sänger der Wildecker Herzbuben
- Erwin Jordan (* 1953 in Bosserode), Politiker, Staatssekretär im Bundesgesundheitsministerium
- Anton Bovier (* 1957 in Obersuhl), Mathematiker und Physiker
- Margrit Klinger (* 1960 in Hönebach), Leichtathletin (u. a. Bronzemedaille bei den  Europameisterschaften 1982 in Athen)
- Werner Heckmann (* 1961 in Obersuhl), Solotrompeter am Staatstheater Stuttgart und Mitglied von German Brass